# خوزيفينا غابرييل
خوزيفينا غابرييل (بالإنجليزية: Josefina Gabrielle)‏ هي راقصة باليه وممثلة بريطانية، ولدت في أكتوبر 1963 في لندن في المملكة المتحدة.

## وصلات خارجية
- خوزيفينا غابرييل على موقع IMDb (الإنجليزية)
- خوزيفينا غابرييل على موقع قاعدة بيانات برودواي على الإنترنت (الإنجليزية)
- خوزيفينا غابرييل على موقع قاعدة بيانات الفيلم (الإنجليزية)